# Bell X-14
Die Bell X-14 war ein Experimentalflugzeug zur Erforschung von VTOL-Eigenschaften des Flugzeugherstellers Bell und gleichzeitig das erste dieser Bauweise.

## Aufbau
Die Senkrechtstarteigenschaften wurden durch Umlenkung des Schubstrahls erreicht. Da im Wesentlichen nur senkrechte Starts und Landungen sowie Transitionen (Übergang vom Schwebe- zum Horizontalflug und umgekehrt) durchgeführt werden sollten, war die X-14 nicht für hohe Geschwindigkeiten ausgelegt: das Cockpit war offen und das Dreibeinfahrwerk starr, also nicht einziehbar. Die Tragflächen waren nicht gepfeilt, die Vorderkante stand annähernd im rechten Winkel zum Flugzeugrumpf. Die Umlenkung des Schubstrahls erfolgte nicht durch variable Triebwerksdüsen, wie zum Beispiel bei der Hawker Siddeley Harrier, sondern durch einfache Deflektorbleche. Diese lenkten den Strahl für Start und Landung um 90° nach unten, zur Aufnahme des Horizontalflugs wurde der Winkel nach und nach verringert, bis die Geschwindigkeit ausreichend war, um den benötigten Auftrieb an den Tragflächen zu erzeugen. Zur Steuerung im Schwebeflug besaß die X-14 zusätzliche Düsen im Heck und an den Flügelspitzen, welche mittels Druckluft die erforderlichen Nick- und Kippbewegungen ermöglichten.

## Geschichte
Nachdem Mitte der 1950er Jahre bereits die verschiedensten VTOL- und V/STOL-Konzepte erprobt worden waren bzw. sich in der Erprobung befanden, sollte nun die praktische Verwendung eines Strahlflugzeugs mit variablem Schubstrahl getestet werden. Bell konstruierte daraufhin ein einfaches Muster, welches von der USAF die Bezeichnung „X-14“ bekam. Technische Innovationen fand man in der X-14 kaum, lediglich das Stabilitätssystem war etwas gänzlich Neues und sollte noch Jahre später mit nur leichten Änderungen in ähnlichen Flugzeugtypen Verwendung finden. Der Erstflug erfolgte am 17. Februar 1957, ein reiner Schwebeflug ohne Transition. Der erste Senkrechtstart mit Übergang zum Horizontalflug fand erst im Jahr 1958 statt.
Zahlreiche Versuchsflüge führten zu einem besseren Verständnis des Antriebskonzepts sowie des VTOL-Konzepts im Allgemeinen. Flugdaten aus dem X-14-Programm dienten später dem Entwurf der Hawker P.1127, einem Prototyp der Hawker Siddeley Harrier. 1969 überließ die USAF das einzige Exemplar der X-14 der NASA, die die ASV.8-Viper-Triebwerke durch stärkere ersetzte. Dieser Umstand führte zur Umbenennung in X-14A, was fälschlicherweise oft zu der Annahme führt, es wäre mehr als ein Exemplar gebaut worden. Später erfolgte noch eine weitere Umbenennung in X-14B. Nach weiteren Tests durch die NASA wurde die X-14B als VTOL-Trainingsflugzeug genutzt um Landung und Start mit der späteren Apollo-Mondlandefähre zu simulieren, bevor sie an das Army Aviation Museum in Fort Rucker, Alabama, übergeben wurde. Später ging sie an eine private Sammlung in Indiana. 
Der letzte Flug fand am 29. Mai 1981 statt. An diesem Tag wurde die einzige Maschine bei einer harten Landung während eines Testflugs irreparabel beschädigt. Bei einem Schwebeflug kam es zu einem Kontrollverlust; beim Aufschlag brach das Hauptfahrwerk zusammen und ein Treibstofftank wurde aufgerissen, wodurch es zu einem Feuer kam. Der Testpilot blieb unverletzt.

## Technische Daten
| Kenngröße                     | Daten |
| ----------------------------- | --- |
| Besatzung                     | 1 |
| Länge                         | 7,62 m |
| Spannweite                    | 10,36 m |
| Startmasse (X-14B)            | 1.936 kg |
| Höchstgeschwindigkeit (X-14B) | 277 km/h |
| Dienstgipfelhöhe              | nicht bekannt – es wurden während der Testflüge ca. 18.000 Fuß erreicht                                                                  |
| Reichweite                    | 480 km |
| Triebwerke                    | X-14: 2 Armstrong Siddeley ASV.8 Viper mit je 794 kp Standschub X-14A: 2 General Electric J85-GE-5-Triebwerke mit je 1.216 kp Standschub |